# Ký sinh ăn cướp
Ký sinh ăn cướp là một hình thức kiếm ăn, trong đó một con vật cướp con mồi hoặc thức ăn khác từ con mồi bị bắt, thu thập hoặc chuẩn bị khác, kể cả thực phẩm được lưu trữ. Ví dụ về trường hợp cuối cùng này bao gồm ong cúc cu, đẻ trứng của chúng trên khối phấn hoa do những con ong khác tạo ra, hoặc là tổ ong của ký sinh trùng hay ký sinh trùng. Thuật ngữ này cũng được sử dụng để mô tả việc ăn cắp vật liệu làm tổ hoặc các vật vô tri vô giác khác từ một động vật khác.
Các loài ký sinh ăn cướp thu được con mồi hoặc các đối tượng không có thể đạt được hoặc nếu không đòi hỏi thời gian và công sức. Tuy nhiên, các loài ký sinh ăn cướp có thể bị thương bởi nạn nhân trong trường hợp nạn nhân bảo vệ con mồi của nó.
Kleptopredation (săn mồi ăn cưới) nghĩa là bắt con mồi vừa ăn con mồi khác xong.
Ký sinh ăn cướp có thể được cạnh tranh cùng loài (con vật bị cướp mồi là cùng một loài như nạn nhân) hoặc cạnh tranh khác loài (con vật bị cướp mồi là mọt loài khác). Trong trường hợp thứ hai, kẻ ký sinh ăn cướp thường là họ hàng gần gũi của các sinh vật mà chúng ký sinh ("Quy tắc của Emery").
Động vật có phương pháp ăn đặc biệt đặc biệt thường là mục tiêu của ký sinh ăn cướp. Ví dụ, loài chim mò sò là bất thường trong việc có thể vượt qua vỏ của trai; người lớn có thể bị bệnh ký sinh ăn cướp từ những con chưa đủ mạnh hoặc đủ khéo để mở hến dễ dàng. Một con cáo hay một con sói có thể mất đi một con gấu nâu, sói xám, hoặc thậm chí là một con đại bàng hói. Loài chim lặn mang con mồi của chúng lên bề mặt bị ký sinh ăn cướp giao nhau từ mòng biển, mà không thể lấy cá từ đáy biển. Chim cánh cụt Chinstrap cũng tích cực tham gia vào loài ký sinh ăn cướp, được biết là ăn cắp đá và các vật liệu làm tổ khác từ các thành viên thuộc địa của chúng để sử dụng trong tổ của chúng.

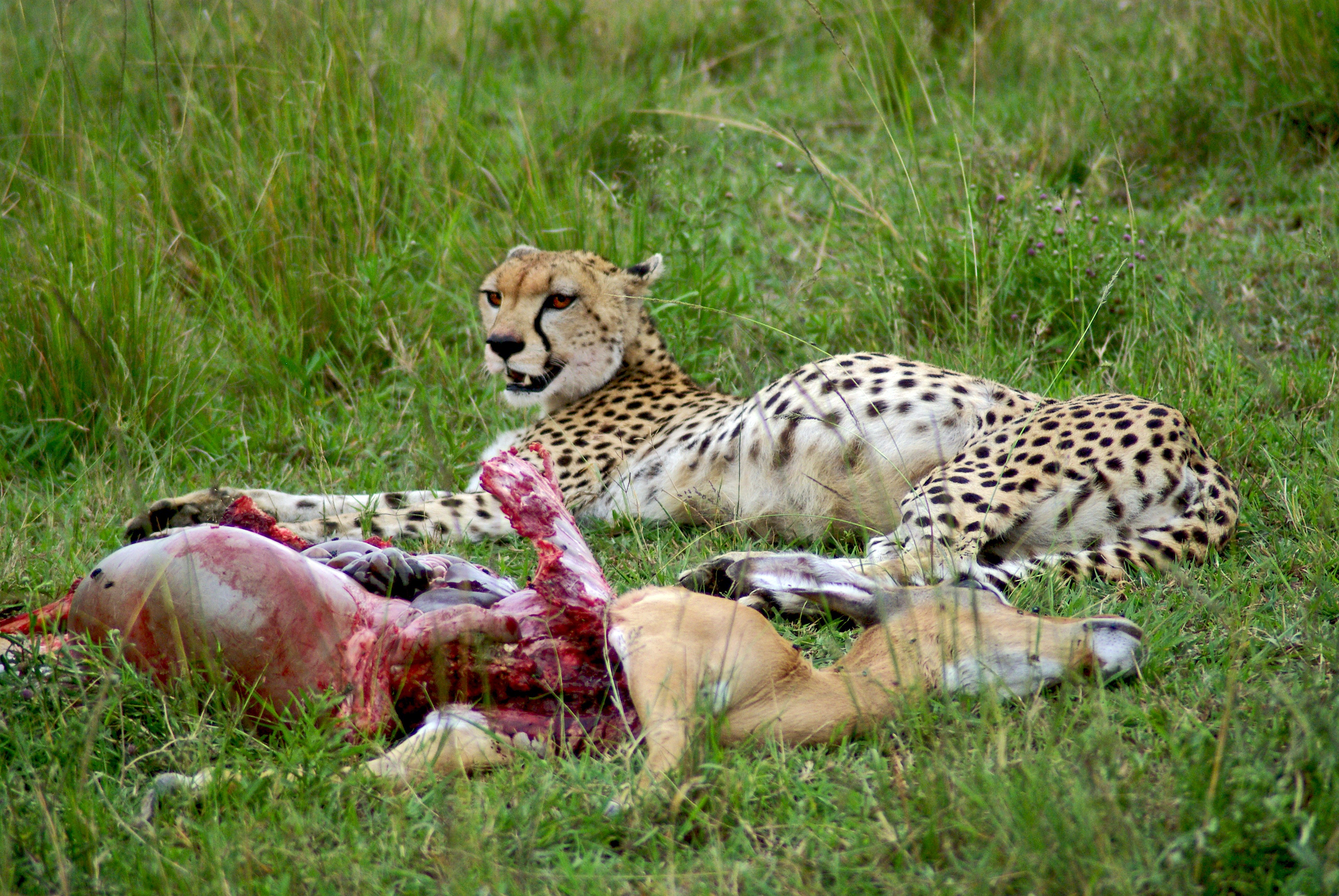
Một con báo săn vừa giết chết một con linh dương Impala (và ăn một phần con mồi), tạo ra một mục tiêu cho ký sinh ăn cướp
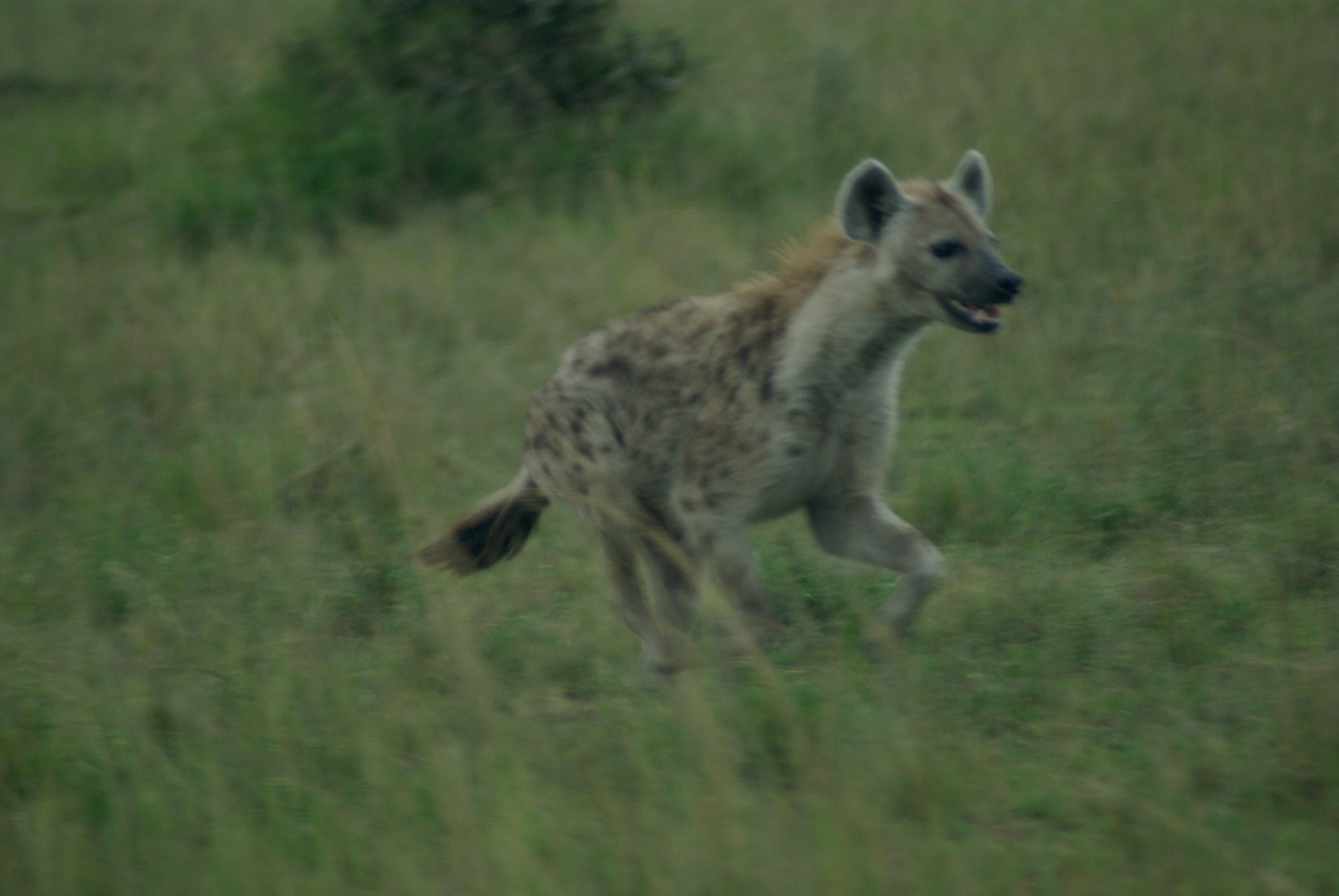
Ba phút sau, một con linh cẩu đốm sau đó là các con khác chạy về phía con báo săn đang ăn mồi
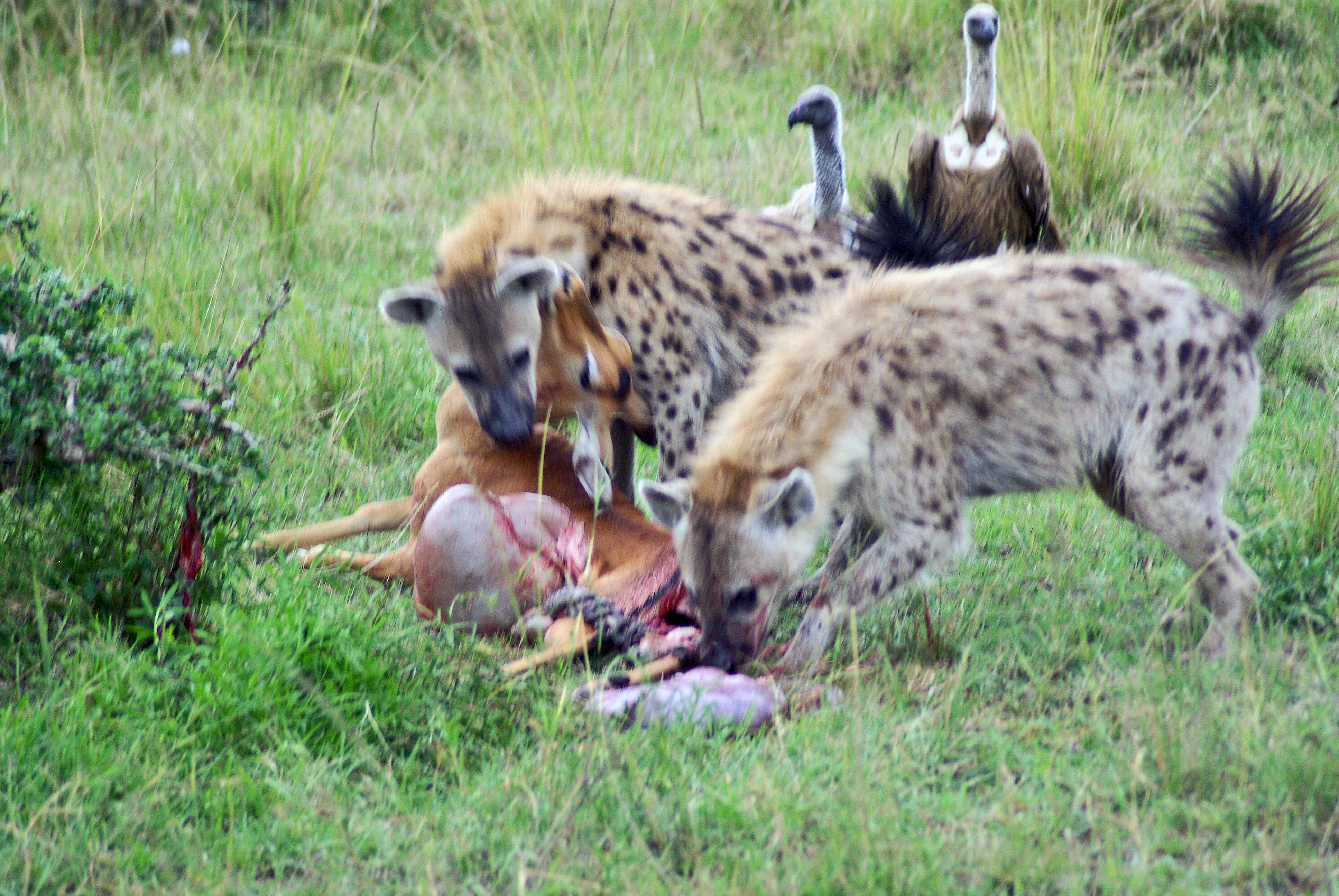
38 giây sau, báo săn đã chạy trốn mà không có sự kháng cự. kền kền cũng sẽ tham gia vụ ký sinh ăn cướp: khi linh cẩu di chuyển một mảnh thân thịt, kền kền sẽ lấy mẩu thừa từ mặt đất.